# DeMarcus Lawrence
Pour les articles homonymes, voir Lawrence.
(en) Statistiques sur pro-football-reference
DeMarcus « Tank » Lawrence, né le 28 avril 1992 à Aiken, est un sportif professionnel américain de football américain, jouant au poste de defensive end dans la National Football League (NFL) depuis la saison 2014 et pour la franchise des Seahawks de Seattle depuis la saison 2025.
Sélectionné en 34e choix global lors du deuxième tour de la draft 2014 de la NFL par la franchise des Cowboys de Dallas, il y joue pendant onze saisons (2014-2024) avant de rejoindre les Seahawks en 2025. Avec les Cowboys, il obtient quatre sélections pour le Pro Bowl.
Auparavant, au niveau universitaire, il a joué pendant deux saisons dans la NCAA Division I FBS pour les Broncos de l'université d'État de Boise.

## Biographie

### Jeunesse
Lawrence fréquente le lycée Silver Bluff,. Au cours de son année senior, il joue au poste de tight end, defensive tackle et d'offensive tackle.

### Carrière universitaire
Il s'inscrit au Butler Community College (en) où il joue pour les Grizzlies (en) dans la NJCAA. Resshirt en 2010, il totalise 69 plaquages (2e de son équipe) dont 21 pour perte (1er de son équipe) et 12 sacks (1er de son équipe) cd qui lui vaut d'être sélectionné dans l'équipe type de la Jayhawk Conference et dans celle de la NJCAA.
Avant le début de la saison 2012, il est transféré chez les Broncos de Boise State jouant dans la NCAA Division I FBS. Il commence les onze maychs de la saison et est le meilleur de son équipe au nombre de plaquages pour perte (13½) et de sacks (9½). Il comte également 48 plaquages au total, 4 fumbles forcés 2 fumbles recouverts (dont un retourné en touchdown sur 25 yards), 1 interception et un coup de pied bloqué. En 2013, il est titulaire lors des 12 matchs et totalise 72 plaquages (3e de l'équipe) dont 20½ pour perte (6e de la NCAA et 9e de l'histoire des Broncos), 10½ sacks (5e de l'histoire des Broncos) et deux coups de pied bloqués. Il réussit un sack lors de six rencontres successives. Ses 20 sacks au total chez les Broncos le classent 7e de l'histoire du programme et les 34 plaquages pour perte 14e.
Il décide de se présenter à la draft de la NFL après la saison,.

### Carrière professionnelle
| Taille               | Poids           | Bras            | Main          | Sprint   | Sprint   | Sprint   | Shuttle 20 yards | 3 cones drill | Détente         | Détente             | Développé couché | Test Wonderlic |
| Taille               | Poids           | Bras            | Main          | 40 yards | 10 yards | 20 yards | Shuttle 20 yards | 3 cones drill | verticale       | horizontale         | Développé couché | Test Wonderlic |
| 1,90 m (6 ft 2 ⅞ in) | 114 kg (251 lb) | 86 cm (33 ¾ in) | 28 cm (11 in) | 4,80 s   | 1,68 s   | 2,80 s   | 4,31 s           | 7,46 s        | 88 cm (34 ½ in) | 2,87 cm (9 ft 5 in) | 20 reps          | -              |

#### Draft
Après avoir libéré pour raison salariale DeMarcus Ware, meneur au nombre de sacks de la franchise, et après avoir perdu les titulaires Jason Hatcher et Jay Ratliff, les Cowboys recherchent du talent pour leur ligne défensive lors de la draft 2014 de la NFL. L'équipe effectue un échange avec les Redskins de Washington pour monter à la 34e position de la draft afin de pouvoir sélectionner Lawrence lors du deuxième tour, et ce, en échange de choix de deuxième (47e) et troisième tour (78e).

#### Cowboys de Dallas
Après avoir fracturé son pied droit lors du camp d'entraînement, il commence l'année dans l'injury reserve et n'apparaît dans aucune partie jusqu'à la semaine 9 contre les Cardinals de l'Arizona. Le temps perdu a affecté son jeu, enregistrant seulement 11 tacles et aucun sacks. Il passe la saison en tant que backup du defensive end Jeremy Mincey.
Le 30 juin 2016, il est suspendu pendant quatre rencontres pour avoir utilisé de l'amphétamine.
Le 14 mars 2022, Lawrence accepte une prolongation de contrat de 3 ans pour un montant de 40 millions de dollars avec les Cowboys dont 30 sont entièrement garantis, faisant de Lawrence le premier defensive end à voir son contrat garanti pendant sept saisons consécutives. En 5e semaine lors de la victoire 22 à 10 contre les Rams, il inscrit un touchdown en retournant un fumble adverse sur 19 yards. Il termine la saison avec un total de 65 plaquages, trois passes déviées et trois fumbles forcés en 17 matchs joués en tant que titulaire. Ses pereformances lui permettent d'être sélectionné pour les Pro Bowl Games 2023. Il est également classé par ses pairs 99e du Top 100 des meilleurs joueurs 2022 de la NFL.
Lawrence est titulaire lors des 17 matchs de la saison 2023, et totalise quatre sacks, 50 plaquages, six passes déviées et un fumble forcé. Il est sélectionné pour le Pro Bowl en fin de saison.
Lawrence totalise trois sacks lors des trois premiers matchs de la saison 2024 avant de se blesser au pied ce qui met un terme à sa saison,.

#### Seahawks de Seattle
Le 13 mars 2025, Lawrence signe un contrat de trois ans pour un montant de 42 millions de dollars avec les Seahawks de Seattle,.

## Statistiques

### Universitairtes
| Année       | Équipe                 | Statut      | MJ |       | Plaquages | Plaquages | Plaquages | Plaquages |       | Interceptions | Interceptions | Interceptions | Interceptions |  | Fumbles | Fumbles |
| Année       | Équipe                 | Statut      | MJ | Total | Seul      | Ast.      | Sacks     | Nb.       | Yards | Déf.          | TD            | Nb.           | Rec.          |  |         |         |
| 2012        | Broncos de Boise State | So.         | 11 | 48    | 24        | 24        | 09,5      | 1         | 8     | 0             | 0             | 0             | 0             |  |         |         |
| 2013        | Broncos de Boise State | Jr.         | 12 | 72    | 39        | 33        | 10,5      | 0         | 0     | 0             | 1             | 3             | 0             |  |         |         |
| Totaux NCAA | Totaux NCAA            | Totaux NCAA | 23 | 120   | 63        | 57        | 20,0      | 1         | 8     | 0             | 1             | 3             | 0             |  |         |         |

### Professionnelles
| Année           | Équipe              | MJ  |                | Plaquages      | Plaquages      | Plaquages      | Plaquages      |                | Interceptions  | Interceptions  | Interceptions | Interceptions |  | Fumbles | Fumbles |
| Année           | Équipe              | MJ  | Total          | Seul           | Ast.           | Sacks          | Nb.            | Yards          | Déf.           | TD             | Nb.           | Rec.          |  |         |         |
| 2014            | Cowboys de Dallas   | 07  | 09             | 06             | 03             | 00,0           | 0              | 0              | 0              | 0              | 1             | 0             |  |         |         |
| 2015            | Cowboys de Dallas   | 16  | 55             | 35             | 20             | 08,0           | 0              | 0              | 1              | 0              | 1             | 0             |  |         |         |
| 2016            | Cowboys de Dallas   | 09  | 11             | 08             | 03             | 01,0           | 0              | 0              | 0              | 0              | 0             | 0             |  |         |         |
| 2017            | Cowboys de Dallas   | 16  | 58             | 35             | 23             | 14,5           | 0              | 0              | 1              | 0              | 4             | 2             |  |         |         |
| 2018            | Cowboys de Dallas   | 16  | 64             | 42             | 22             | 10,5           | 1              | 13             | 1              | 0              | 2             | 1             |  |         |         |
| 2019            | Cowboys de Dallas   | 16  | 45             | 30             | 15             | 05,0           | 0              | 0              | 2              | 0              | 2             | 2             |  |         |         |
| 2020            | Cowboys de Dallas   | 16  | 58             | 34             | 24             | 06,5           | 0              | 0              | 2              | 0              | 4             | 1             |  |         |         |
| 2021            | Cowboys de Dallas   | 07  | 21             | 16             | 05             | 03,0           | 1              | 40             | 5              | 1              | 2             | 0             |  |         |         |
| 2022            | Cowboys de Dallas   | 17  | 65             | 43             | 22             | 06,0           | 0              | 0              | 3              | 0              | 3             | 2             |  |         |         |
| 2023            | Cowboys de Dallas   | 17  | 50             | 29             | 21             | 04,0           | 0              | 0              | 6              | 0              | 1             | 0             |  |         |         |
| 2024            | Cowboys de Dallas   | 04  | 14             | 07             | 07             | 03,0           | 0              | 0              | 0              | 0              | 1             | 0             |  |         |         |
| 2025            | Seahawks de Seattle | ?   | Saison à venir | Saison à venir | Saison à venir | Saison à venir | Saison à venir | Saison à venir | Saison à venir | Saison à venir | ?             | ?             |  |         |         |
| Totaux NFL      | Totaux NFL          | 138 | 450            | 285            | 165            | 61,5           | 2              | 53             | 20             | 1              | 21            | 8             |  |         |         |
| Totaux à Dallas | Totaux à Dallas     | 138 | 450            | 285            | 165            | 61,5           | 2              | 53             | 20             | 1              | 21            | 8             |  |         |         |

| Année               | Équipe              | MJ |       | Plaquages | Plaquages | Plaquages | Plaquages |       | Interceptions | Interceptions | Interceptions | Interceptions |  | Fumbles | Fumbles |
| Année               | Équipe              | MJ | Total | Seul      | Ast.      | Sacks     | Nb.       | Yards | Déf.          | TD            | Nb.           | Rec.          |  |         |         |
| 2014                | Cowboys de Dallas   | 2  | 3     | 3         | 0         | 2,0       | 0         | 0     | 0             | 0             | 1             | 2             |  |         |         |
| 2016                | Cowboys de Dallas   | 1  | 3     | 2         | 1         | 0,0       | 0         | 0     | 0             | 0             | 0             | 0             |  |         |         |
| 2018                | Cowboys de Dallas   | 2  | 9     | 6         | 3         | 0,0       | 0         | 0     | 0             | 0             | 0             | 0             |  |         |         |
| 2021                | Cowboys de Dallas   | 1  | 4     | 2         | 2         | 0,0       | 0         | 0     | 0             | 0             | 0             | 0             |  |         |         |
| 2022                | Cowboys de Dallas   | 2  | 6     | 4         | 2         | 1,0       | 0         | 0     | 0             | 0             | 0             | 0             |  |         |         |
| 2023                | Cowboys de Dallas   | 1  | 4     | 1         | 3         | 0,0       | 0         | 0     | 0             | 0             | 0             | 0             |  |         |         |
| Totaux NFL - Dallas | Totaux NFL - Dallas | 9  | 29    | 18        | 11        | 3,0       | 0         | 0     | 0             | 0             | 1             | 2             |  |         |         |

## Palmarès

### Universitaire
- Première équipe All-MWC: 2012, 2013

### NFL
- Deuxième équipe All-Pro: 2017
- Pro Bowl: 2017, 2018, 2022